# Gallegos del Pan
Gallegos del Pan település Spanyolországban,  Zamora tartományban. Gallegos del Pan Algodre, Molacillos, Benegiles és Villalube községekkel határos. Lakosainak száma 116 fő (2024).

## Népesség
A település népessége az utóbbi években az alábbiak szerint változott:
| Lakosok száma | 162  | 159  | 141  | 139  | 136  | 134  | 117  | 113  | 111  | 116  |
|               | 2001 | 2004 | 2007 | 2009 | 2012 | 2014 | 2017 | 2019 | 2022 | 2024 |